# Mohamed Grayaâ
Mohamed Grayaâ, né le 26 juin 1971 à Tunis, est un acteur et réalisateur tunisien.

## Biographie
Après trois années dans l'enseignement, Mohamed Grayaâ entre au Centre des arts dramatiques du Kef en 1996.
Acteur de théâtre et de cinéma, il décroche son premier rôle en 1999 dans la pièce Danse sur les braises. En 2002, Mohamed Grayaâ se fait connaître du grand public en tenant le rôle principal dans Khorma de Jilani Saadi, où il joue un simple d'esprit qui devient un phénomène social.
En 2007, il se lance dans la réalisation avec L'Enfant roi, un film qui allie ombres chinoises manipulées et infographie. Le film remporte le prix du public du meilleur court métrage tunisien lors des Journées du cinéma européen à Carthage en 2008.

## Filmographie

### Cinéma

#### Longs métrages
- 2002 : Khorma de Jilani Saadi[3]
- 2004 :
  - Le Soleil assassiné d'Abdelkrim Bahloul
  - Noce d'été de Mokhtar Ladjimi
- 2005 : Bab'Aziz, le prince qui contemplait son âme de Nacer Khémir : Osman
- 2006 : Tendresse du loup de Jilani Saadi
- 2009 :
  - Le Fil de Mehdi Ben Attia
  - Cinecittà d'Ibrahim Letaïef
- 2010 :
  - Let it be de Guido Chiesa (it)
  - Hors-la-loi de Rachid Bouchareb : l'ouvrier Renault
- 2015 : Narcisse de Sonia Chamkhi
- 2020 : Harba de Ghazi Zaghbeni
- 2022 : 
  - L'Île du pardon de Ridha Béhi
  -  Ashkal de Youssef Chebbi
- 2024 : La Source de Meryam Joobeur : Brahim

#### Courts métrages
- 2006 : Contretemps d'Amine Chiboub
- 2006 : Le Rendez-vous de Sarra Abidi
- 2008 :
  - Le Projet de Mohamed Ali Nahdi
  - Évasion de Mohamed Ajbouni
- 2010 : Vers le Nord (Lel Chamel) de Youssef Chebbi
- 2013 : Boubarnous (Elboutellis) de Badi Chouka

### Réalisation
- 2007 : L'Enfant roi de Mohamed Grayaâ[4]

### Télévision

#### Séries télévisées
- 2003 : Chez Azaïez de Slaheddine Essid : client
- 2004 : Loutil de Slaheddine Essid : Tawfik (Tayou)
- 2005, 2007 et 2009 : Choufli Hal de Slaheddine Essid (invité d'honneur des épisodes 3 et 25 de la saison 1, de l'épisode 19 de la saison 3 et de l'épisode 7 de la saison 5)
- 2006 : Nwassi w Ateb d'Abdelkader Jerbi
- 2007 : Layali el bidh de Habib Mselmani
- 2008 :
  - Bin Ethneya de Habib Mselmani
  - Weld Ettalyena de Nejib Belkadhi
- 2009-2013 : Tunis 2050 de Sami Faouar : Farid
- 2010 : Dar Lekhlaa d'Ahmed Rjeb et Nabil Bessaïda : Amirat
- 2012 :
  - Omar de Hatem Ali : Héraclius
  - Pour les beaux yeux de Catherine de Hamadi Arafa : Houssine
  - El Icha Fan d'Amine Chiboub
- 2014 : Ikawi Saadek d'Émir Majouli et Oussama Abdelkader : Mahmecha
- 2015 : Ambulance de Lassaad Oueslati
- 2016 : Bolice 2.0 de Majdi Smiri
- 2017 : Dawama de Naïm Ben Rhouma, Mohamed Ali Mihoub et Abdelmonem Hwass : l'agent de police
- 2017-2018 : Nsibti Laaziza (invité d'honneur des épisodes 18, 19 et 20 de la saison 7 et des épisodes 1, 2, 10, 13, 15 et 20 de la saison 8) de Slaheddine Essid : Tawfik alias Tifou
- 2019 : L'Affaire 460 de Majdi Smiri
- 2021 :
  - Awled El Ghoul (ar) de Mourad Ben Cheikh : Maher
  - Harga (ar) de Lassaad Oueslati (invité d'honneur des épisodes 1-7) : Jalloul
  - Millionaire de Muhammet Gök : Moussa

#### Téléfilms
- 2006 : Abderrahman Ibn Khaldoun de Habib Mselmani
- 2007 : Le Sacre de l'homme de Jacques Malaterre

### Vidéos
- 2013 : Matadhrabnich (Ne me frappe pas), campagne pour la réforme du système policier
- 2018 : Bouheli, clip de Balti

## Théâtre
- 1999 : Danse sur les braises, mise en scène de Fethi Ben Aziza
- 2001 : Faits divers, texte de Danïil Harms et mise en scène de Khaoula Hadef
- 2005 et 2010 : La Gare, d'après Le Somnambule de Gao Xingjian, mise en scène de Chedly Arfaoui[5]
- 2006 : Otages, mise en scène d'Ezzedine Gannoun
- 2007 : Nour et Chams de Mohamed Grayaâ
- 2011 : Tn Pipol du collectif tunisien L'Atelier D
- 2013 : Metropolis Le Jugement, installation et performance d'Abdelaziz B.G.H.
- 2014 : Mimi et Momo de Mohamed Grayaâ
- 2015 : Plateau, adaptation libre de Nekrassov de Jean-Paul Sartre, mise en scène de Ghazi Zaghbani